# Anareolatae
Als Anareolatae wurde eine ehemalige Teilordnung innerhalb der Ordnung der Gespenstschrecken (Phasmatodea) bezeichnet. Ihren Vertretern fehlt die Area apicalis, eine dreieckige Vertiefung, die an den distalen Innenseiten der Mittel- und Hinterschienen (Tibien), welche bei der Schwestergruppe den Areolatae vorhandenen ist. Bei der Unterteilung der heutigen Euphasmatodea in diese beiden Teilordnungen wurde davon ausgegangen, dass es sich bei dem für die Areolatae typischen dreieckigen Eindruck um ein ursprüngliches Merkmal handelt. Da dies nicht der Fall ist und die Anareolatae somit nicht abgeleitete Areolatae sind, gilt diese Einteilung als hinfällig und die beiden Teilordnungen werden als Synonyme zu Phasmatodea angesehen. Den Anareolatae wurden die Familien Diapheromeridae, Lonchodidae und Phasmatidae zugeordnet.